# 10279 Rhiannonblaauw
10279 Rhiannonblaauw eller 1981 ET42 är en asteroid i huvudbältet som upptäcktes den 2 mars 1981 av den amerikanska astronomen Schelte J. Bus vid Siding Spring-observatoriet. Den är uppkallad efter Rhiannon Blaauw.
Den tillhör asteroidgruppen Nysa.